# Neopseudothelphusa simoni
Neopseudothelphusa simoni is een krabbensoort uit de familie van de Pseudothelphusidae. De wetenschappelijke naam van de soort is voor het eerst geldig gepubliceerd in 1905 door Rathbun.